# 聖ヒエロニムスと天使
『聖ヒエロニムスと天使』（せいヒエロニムスとてんし、露: Св. Иероним и ангел、英: St Jerome and the Angel）は、17世紀スペイン・バロック期の巨匠ホセ・デ・リベーラがキャンバス上に油彩で描いた絵画である。画面右下に画家の署名と制作年が記されている。1831年にスペインのマヌエル・デ・ゴドイのコレクションから購入されて以来、サンクトペテルブルクのエルミタージュ美術館に所蔵されている。

## 作品
ダルマチアで生まれた聖ヒエロニムス (347-420年) はローマで学問を修め、ギリシャ語とヘブライ語の両方を学んだ。366年にキリスト教に入信した後、373年にはパレスチナに巡礼し、375-378年の間はシリアの砂漠で隠遁者として暮らす。ヒエロニムスは382年にローマへ戻る途中、アンティオキアを訪問し、ダマスス1世 (ローマ教皇) の要請でヘブライ語およびギリシャ語聖書のラテン語訳に従事した。その後パレスチナに戻り、翻訳の仕事を完成した後に没した。

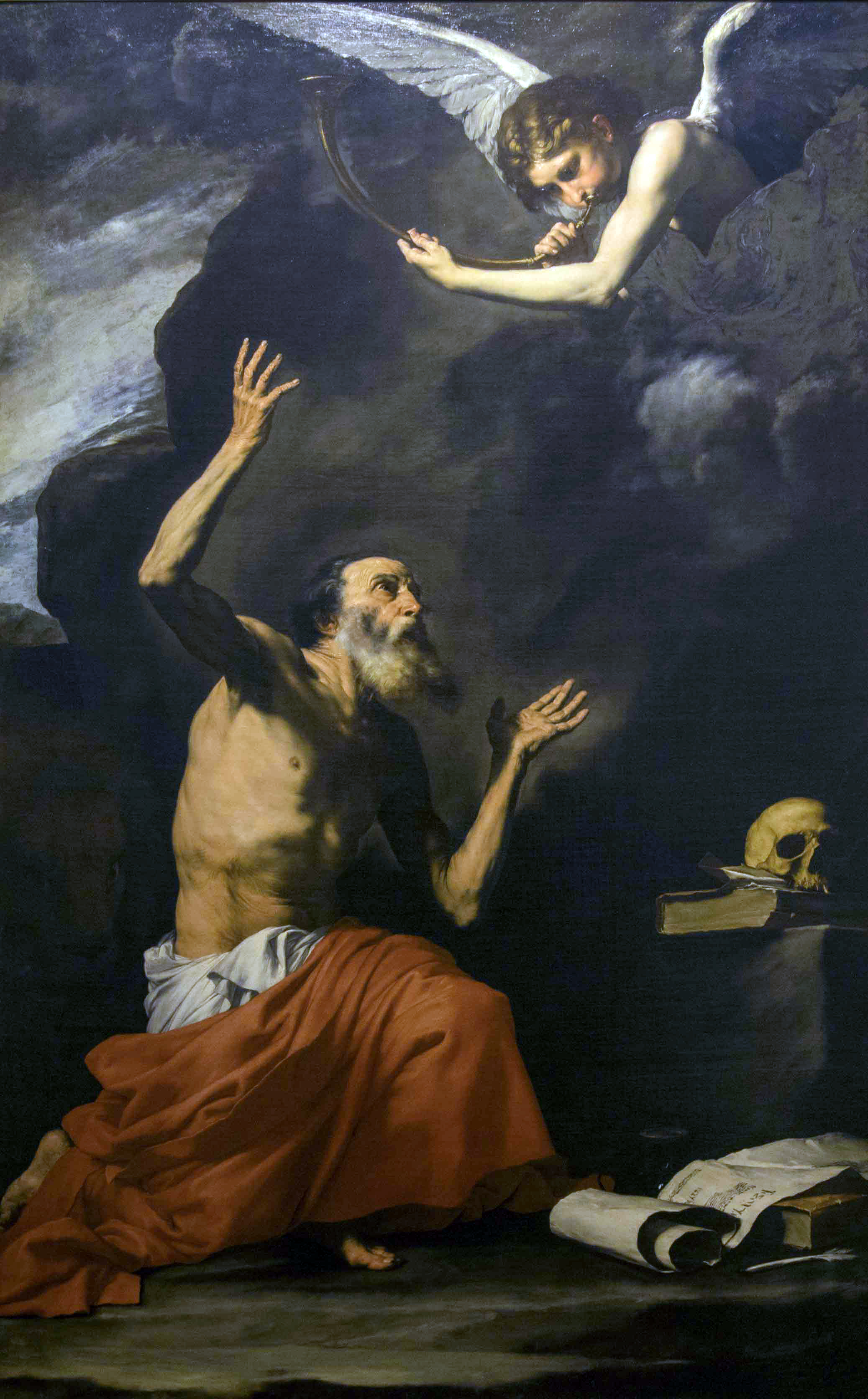
リベーラ『聖ヒエロニムスと審判の天使』 (1626年)、カポディモンテ美術館、ナポリ

カラヴァッジョ派 (カラヴァッジェスキ) の画家として、リベーラは劇的な性格をこの作品に付与している。画面に描かれているのは、老人のヒエロニムスが天から響く声を不意に耳にして取り乱し、書き物から注意を逸らした姿である。明るく照らし出された彼の姿は闇から浮かび上がり、断食と苦行でやつれ皺だらけになった身体が細部まで描き出されている。このような自然主義的描写はリベーラの多くの作品に見られる特徴であり、聖人にいっそうの力強さが与えられている。また、視点が低く取られているために、ヒエロニムスが台座に立ち上がったかのような印象が生み出され、画面を横に広く占めるその姿は堂々としている。
画面左端にはライオンが描かれているが、これはヒエロニムスの伝説に由来する。荒野で暮らしていたヒエロニムスが傷を負ったライオンの足から棘を抜いてやると、そのライオンは彼の元に留まり、彼を危険から守ったという。ライオンはヒエロニムスを指し示すアトリビュート (人物を特定する事物) として、彼を表す絵画にしばしば登場する。
なお、本作と同じ1626年制作の類似した『聖ヒエロニムスと審判の天使』がナポリのカポディモンテ美術館に所蔵されている。